# 해저 2만리

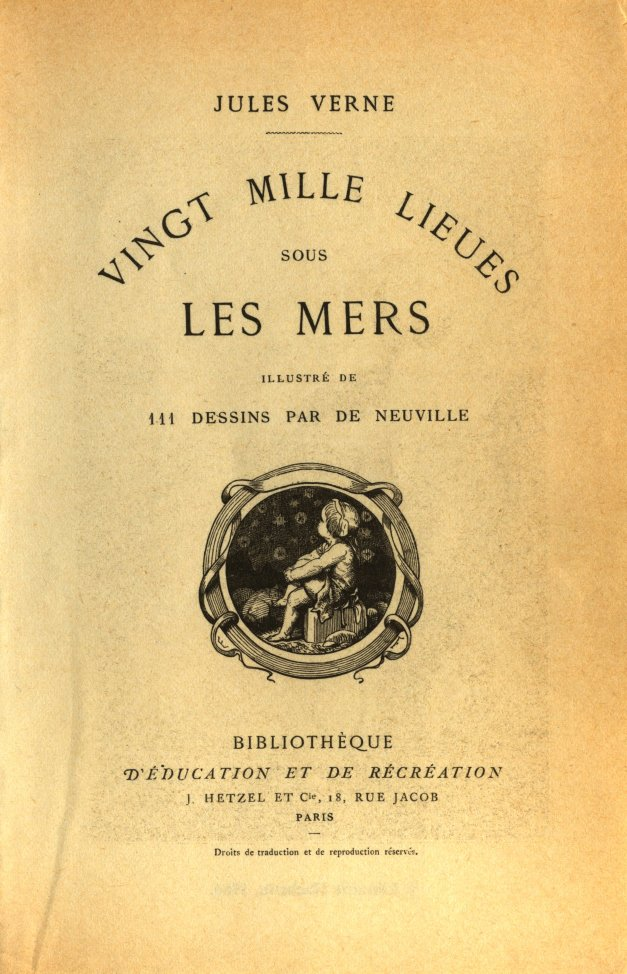
해저 2만리의 첫 번째 페이지

《해저 2만리》(海底 二萬里, 프랑스어: Vingt mille lieues sous les mers)는 프랑스 작가 쥘 베른이 1869년에 쓴 고전 소설이다.

## 줄거리
1866년, 세계 곳곳의 바다에서 수수께끼의 바다괴물을 목격했다는 소문이 퍼지기 시작했다. 7월 20일에는 호주 연안에서, 3일 후에는 2,100마일 떨어진 곳에서 발견되었고, 15일 후에는 대서양에서 괴물이 목격되었는데 최소 106미터라는 소문이 퍼지기도 했다. 각국의 해군 함정들과 여객선들이 전해오는 수수께끼의 괴물에 대한 목격담을 두고 세계 강대국들의 과학계에서는 논쟁이 벌어진다. 그렇게 1867년이 되자 잠시 문제가 묻히는 듯하더니 캐나다 여객선 모라비안 호가 그 미지의 괴물로 인해 용골에 약간 손상을 입은 데다 급기야 큐나드 라인의 여객선 스코티아 호가 이 바다괴물로 인해 5번째 방수 격벽이 침수되어 3일 늦게 입항했고, 그때까지 사실 여부에 대해 의심받던 바다괴물은 실제 문제로 부각되어 강대국들과 대중들 사이에서 여러 논란이 일어났다. 잠수함이라는 이야기도 나왔지만 영국, 프랑스, 러시아, 독일, 스페인, 이탈리아, 미국, 튀르키예에서 조사가 이루어진 후 잠수함설은 폐기된다.
이에 대해 프랑스의 해양학자 아로낙스 교수가 바다괴물의 정체는 거대한 일각고래의 일종이 아닐까 하는 의견을 뉴욕 해럴드 지에 기고함으로써 주목을 받았고, 때마침 샌프란시스코-상하이 간 여객선이 괴물을 보았다는 제보가 들어오자 마침내 미합중국 해군에서 이 괴물의 토벌에 나서게 되었다. 그리하여 아로낙스 교수는 추적에 나서게 된 패러것 대령이 함장으로 있던 미 해군의 순양함 USS 링컨 함의 초청을 받아 승선했다.
북태평양을 이 잡듯이 뒤지며 오랜 시간 수색을 계속했지만 실패한 뒤 일본 연안에서 200마일 떨어진 해상에서 결국 72시간의 추가 수색을 마지막으로 대서양으로 선수를 돌리려는 차에, 그 시한이 다 되기 직전 마침내 바다괴물과 조우하게 되어 추격전을 벌였다.
하지만 도저히 따라잡지 못하자 생포를 포기했고 네드가 작살을 던지려는 찰나 괴물은 엄청난 가속력으로 달아나고, 그래서 선수에 장착된 최신식 함포까지 쏘지만 튕겨나갔고, 자기들 생각엔 바다괴물이 잠들었으리라 생각될 때를 틈타 배를 가까이 붙이고 네드가 다시 한 번 공격을 시도했지만 도리어 링컨 함이 반격을 당해 스크루와 키가 파괴되어 퇴각했고, 이 충격으로 인해 아로낙스 교수는 조수인 콩세유, 고래사냥꾼 네드와 함께 바다에 빠져 조난당했다. 그리고 이들은 그 바다괴물에 의해 구출되면서, 괴물이 실은 당시의 기술력으로선 상상도 할 수 없는 첨단 기술로 제작된 잠수함 노틸러스호라는 것을 알게 된다.
이후 그들은 육지와 인연을 끊은 그 배의 선장 네모 선장에 의해 다시는 육지로 돌아가지 않는다는 조건 하에 일정한 자유를 보장받고 그 배에서 생활했으며 그 뒤 이제까지 상상도 못하던 신비로운 바다 세계를 탐험하게 되는 것이 주요 내용.

## 참고 사항
- 제목에 있는 ‘2만리’는 원래 원제에서 20000 리그를 뜻하며, 이는 111,120 킬로미터 또는 69,046.7 마일이다.
- 미국에서 만든 최초의 원자력 잠수함인 SSN-571 노틸러스 호는 이 소설에서 이름을 따왔다.
- 《나디아》는 이 작품을 원작으로 쓰인 작품이다.
- <빛돌이 우주 2만리>는 해저 2만리를 각색한 애니메이션이다.

## 같이 보기
- 노틸러스호